# Chinesen in Malaysia

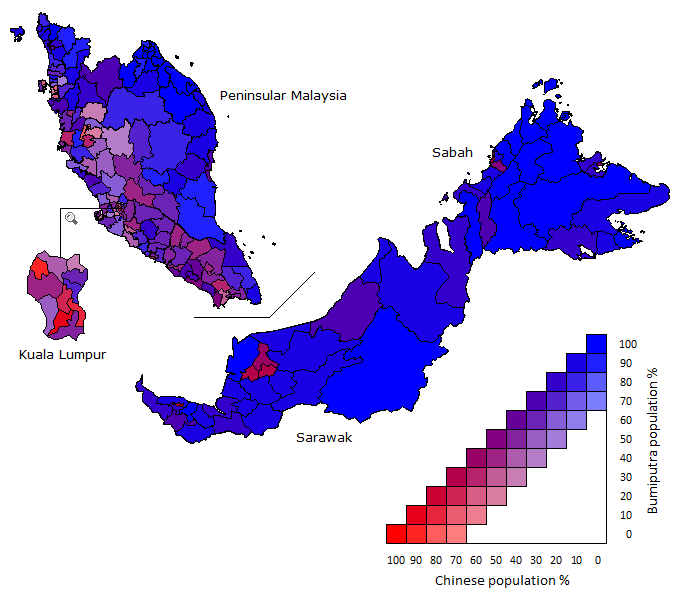
Anteil der Chinesen in Malaysia (2008)

Die Chinesen in Malaysia sind eine der drei großen ethnischen Gruppen des Landes, neben den Indern und den Bumiputra. Die 6,9 Millionen Chinesen in Malaysia haben einen Anteil von 23,2 % an der Gesamtbevölkerung (Stand 2023) und sind damit die zweitgrößte Ethnie hinter der Mehrheitsbevölkerung der Malaien. Chinesen leben vorwiegend in den großen Städten wie in George Town oder der Hauptstadt Kuala Lumpur, wo sie etwas weniger als die Hälfte der Bevölkerung ausmachen. Die chinesische Minderheit hat einen großen Einfluss auf Küche und Kultur des Landes und gilt als dominant im Wirtschaftsleben Malaysias. Nach der Unabhängigkeit Malaysias 1957 wurden von der regierenden nationalkonservativen United Malays National Organisation verschiedene diskriminierende Gesetze erlassen, die sich gegen den Einfluss der Chinesen im Geschäftsleben richteten und Wohlstand zugunsten der Bevölkerungsmehrheit der Bumiputra umverteilen sollten. Einige Chinesen entschieden sich deshalb zur Auswanderung nach Singapur oder in englischsprachige westliche Länder. Durch Emigration und eine niedrigere Geburtenrate als die muslimische Mehrheit ist der Anteil der Chinesen an der Gesamtbevölkerung deshalb tendenziell rückläufig.

## Geschichte
Das Kaiserreich China unterhielt über viele Jahrhunderte Handelskontakte mit der Malaiischen Halbinsel. Die erste aufgezeichnete Bewegung von Menschen aus China in das heutige Malaysia war die Ankunft von mongolisch-chinesischen Expeditionsstreitkräften unter Kublai Khan in Borneo im Jahr 1292 als Vorbereitung für ihre Invasion Javas im folgenden Jahr. Der chinesische Admiral Zhang He besuchte mit seiner Flotte im 15. Jahrhundert Malakka und schloss Bündnisse mit lokalen Herrschern. Viele Chinesen emigrierten in der Folge in die Region. Aus diesen frühen Migranten entstand die spätere Volksgruppe der Peranakan, welche eine chinesisch-malaiische Mischkultur haben. Nach der Übernahme von Malakka durch die Niederländer im Jahr 1641 wurden viele ansässige Chinesen für den Bau niederländischer Gebäude eingestellt. Mit dem Einverständnis des Sultans spielten die Chinesen eine führende Rolle im Zinnbergbau des Sultanats von Malakka.
Eine britische Siedlung in Penang im Jahr 1786 und eine weitere in Singapur im Jahr 1819 lösten eine Massenauswanderung aus China auf die malaiische Halbinsel aus. Die Briten siedelten Chinesen gezielt als Arbeiter an, während die Peranakan als Bindeglied zwischen Briten, chinesischen Migranten und der einheimischen Aristokratie fungierten. Chinesischen Einwanderern war es nicht gestattet Land zu erwerben, weshalb die Chinesen meistens als Arbeiter im Bergbau oder als Tagelöhner und Kleinunternehmer in den Städten tätig wurden. Es bestand eine weitgehende Trennung zwischen den Volksgruppen in dieser Periode. Im 19. Jahrhundert entstand ein zunehmendes politisches Bewusstsein unter den Chinesen in Malaysia, welche sich in Geheimgesellschaften organisierten. Verschiedene politische Bewegungen aus der Heimat wurden in Malaysia aktiv. 1910 hielt Sun Yat-sen eine Konferenz in Penang ab, in der er den kommenden Sturz der Qing-Dynastie vorbereitete. Sun sammelte dafür Gelder bei den Exilchinesen in ganz Südostasien ein. 1925 entstand auch eine chinesische kommunistische Partei in Singapur.
Die Chinesen bildeten bereits 1930 ein Drittel der Bevölkerung auf der Malaiischen Halbinsel. Die Unterdrückung während der japanischen Besatzungszeit im Zweiten Weltkrieg stärkte die Identität der Chinesen als eigenständige Gruppe, die sich bis dahin mehr mit ihrer Sprach- bzw. Dialektgruppe identifiziert hatten. Nach dem Krieg kam es zu einem kommunistischen Aufstand in British Malaya, der von Teilen der chinesischen Bevölkerung unterstützt wurde und Verbindungen zu der Kommunistischen Partei Chinas hatte. 1957 wurde dieser kommunistische Aufstand niedergeschlagen und Malaysia (in Union mit Singapur) ein unabhängiges Land. Die politische Elite des neuen Staates stellten die muslimischen Malaien, während die wirtschaftliche Macht in den Händen der Chinesen lag, was für Spannungen und ethnische Unruhen sorgte. Streitigkeiten über den Status der ethnischen Minderheiten zwischen der United Malays National Organisation (UMNO) und dem Chinesenführer Lee Kuan Yew führten zum Zusammenbruch der malaysisch-singapurischen Union und der Unabhängigkeit Singapurs 1965. Da Singapur mehrheitlich chinesisch war, sank dadurch der Anteil der Chinesen in Restmalaysia.
Die „soziale Frage“ in Malaysia blieb allerdings auch nach der Unabhängigkeit Singapurs ungeklärt. Nachdem bei den Parlamentswahlen 1969 in Malaysia die chinesisch dominierte Opposition ein überraschend gutes Erlebnis erzielt hatte, kam es zu Unruhen im Land. In Kuala Lumpur kamen bei pogromartigen Ausschreitungen gegen Chinesen mindestens 1000 Menschen ums Leben. Die Regierung beschloss in Reaktion darauf 1971 die „neue ökonomische Politik“ einzuführen, welche die Chinesen gegenüber den Bumiputra ökonomisch benachteiligte. Bumiputra wurden nun gegenüber Chinesen bei Staatsaufträgen bevorzugt und Quotenregelungen wurden in privaten Unternehmen eingeführt. Mit der steigenden Beteiligung der Bumiputra am nationalen Wirtschaftsleben und dem steigenden allgemeinen Wohlstand endeten die gewalttätigen Konflikte zwischen den Volksgruppen in Malaysia weitgehend, auch wenn weiterhin soziale Unterschiede bestehen.

## Demografie
Die meisten der knapp 7 Millionen Chinesen stammen von Einwanderern aus Südchina (Provinzen Fujian und Guangdong) ab. Die häufigsten Dialektgruppen sind Min Nan, Hakka, Kantonesisch und Teochew, wobei zahlreiche Chinesen auch Mandarin und Englisch beherrschen. Chinesen hatten bei der Volkszählung 2020 in Penang (45 %), Kuala Lumpur (42 %), Johor (33 %), Selangor (27 %) und Perak (27 %) den höchsten Anteil an der Bevölkerung. Trotz Auswanderung ist die Zahl der Chinesen in Malaysia seit der Unabhängigkeit stark angestiegen, auch wenn er als Anteil zurückgegangen ist. Die Fertilitätsrate lag bei den Chinesen 2021 aber nur noch bei 0,9 Kindern pro Frau und damit nur halb so hoch wie die der Bumiputra.
| Jahr | Anzahl Chinesen |
| ---- | --------------- |
| 1970 | 3.555.879       |
| 1980 | 4.554.664       |
| 1990 | 4.623.900       |
| 2000 | 5.691.908       |
| 2010 | 6.472.300       |
| 2020 | 6.713.540       |

## Wirtschaft
Trotz einer bevorzugten Behandlung der Bumiputra seit den 1970er Jahren haben die Chinesen ihre traditionell starke Stellung im Wirtschaftsleben des Landes behalten. So betrug ihr Anteil unter den 50 reichsten Personen Malaysias 86 % im Jahre 2024. Chinesischstämmige Familien beherrschen ganze Wirtschaftszweige, darunter die wichtige Palmölindustrie, und waren entscheidend am Aufbau neuer Industrien im Land beteiligt. Bis in die 1970er Jahre war ihre Wirtschaftsstruktur stark mit familiären und verwandtschaftlichen Bindungen verflochten. Im 21. Jahrhundert, mit dem zunehmenden wirtschaftlichen Aufstieg Chinas, ist ihr Wirtschaftsnetz durch das Bambusnetzwerk mit anderen Überseechinesen verbunden. Die einheimischen Chinesen spielten nach der Aufnahme diplomatischer Beziehungen zur Volksrepublik China und den Wirtschaftsreformen unter Deng Xiaoping eine Schlüsselrolle bei der Erleichterung chinesischer Investitionen in Malaysia.

## Kultur

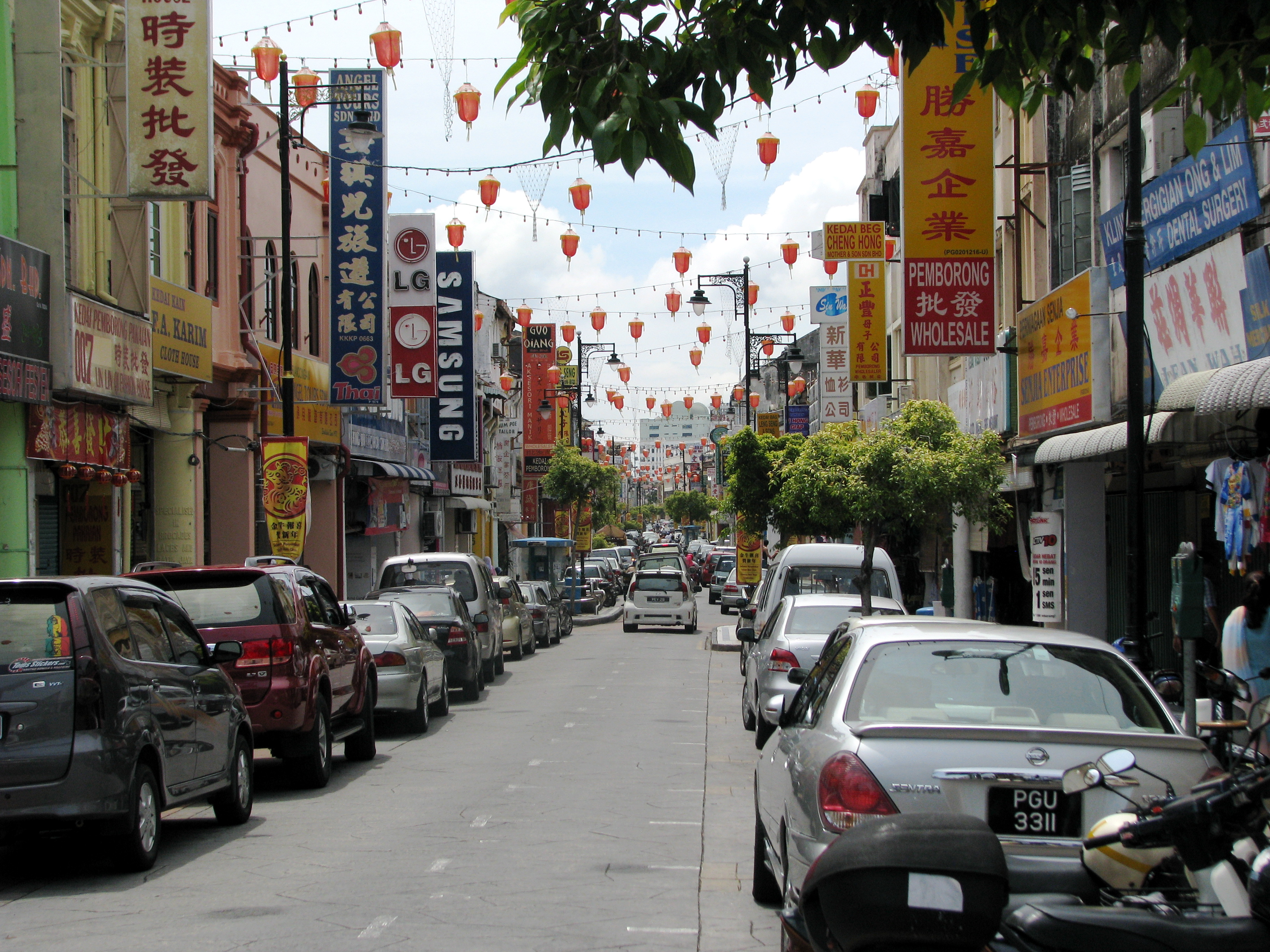
Chinesisches Viertel von George Town

Chinesen in Malaysia sind keine homogene Gruppe, sondern verfügen über eine große Vielfalt hinsichtlich Herkunft, Sprache und Religion. Bei der Volkszählung von 2010 bezeichneten sich 84 % der Chinesen als Buddhisten, 11 % als Christen, 3 % als Anhänger traditioneller chinesischer Religionen und weniger als ein Prozent waren Muslime. Die Chinesen haben zahlreiche Beiträge zur Kultur Malaysias geleistet und es gibt Chinatowns in allen großen Städten des Landes. Aufgrund der großen Anzahl ethnischer Chinesen ist das chinesische Neujahrsfest nationaler Feiertag.
In Malaysia gibt es ein weitgehend eigenständiges privates Bildungssystem für die chinesische Minderheit. Die Unterrichtssprache ist Mandarin. Aufgrund der hohen Qualität chinesischer Schulen werden diese auch von Angehörigen anderer Volksgruppen besucht. Bei dem Zugang zu den öffentlichen Universitäten sind die Absolventen allerdings benachteiligt, da die Regierung das Malaysische als Unterrichtssprache der staatlichen Schulen fördert und Malaiien bevorzugt, weshalb viele chinesische Malaysier im Ausland studieren.
Es gibt eine eigenständige malaysisch-chinesische Fusionsküche, welche Elemente verschiedener chinesischer Regionalküchen mit den Elementen der kulinarischen Traditionen der Küchen Südostasiens verbindet.

## Politik
Die Politik Malaysias wurde nach der Unabhängigkeit von der United Malays National Organisation (UMNO) dominiert, die nur für Angehörige der Bumiputra offen steht und als Interessensvertretung der Mehrheitsbevölkerung fungiert. Als Vertretung der Chinesen in der Politik des Landes fungiert dagegen die Malaysian Chinese Association. Der Einfluss der beiden Parteien auf ihre jeweiligen Klientelgruppen hat mit dem Aufkommen neuer Parteien allerdings an Bedeutung verloren. Der aufstrebende malaiische Nationalismus und Islamisierungsbemühungen radikaler Gruppen haben sich immer wieder als Herausforderung für die chinesische Minderheit erwiesen. Politiker haben sich antichinesischer und islamistischer Rhetorik bedient und die Chinesen für Probleme im Land verantwortlich gemacht und gedroht, sollte der dominante Status der Malaien (die Ketuanan Melayu) infrage gestellt werden. Das politische System Malaysias wurde deshalb häufig als Beispiel für eine ethnische Demokratie genannt, in der die Vorherrschaft einer bestimmten ethnischen Gruppe faktisch festgeschrieben ist.